# Viva Prima
«Viva Prima» (знаний також як «І знову я лечу до сонця») — український документальний фільм режисера Данила Сириха, знятий за матеріалами Павла Фаренюка.

## Опис
Фільм про всесвітньовідому оперну діву Марію Стеф'юк, яка співала на найкращих оперних сценах світу.

## Історія виробництва
Зйомки над фільмом під назвою «І знову я лечу до сонця» почалися у 2003 році, режисером та продюсером був Павло Фаренюк що був ініціатором стрічки, допомагав знімати сцени оператор Богда Підгірний. Фільм було задумано зняти за кліповою стилістикою та за участі самої Марії Стеф'юк.
Фільм офіційно було включено до програми Держкіно 31 травня 2007 року, було сплачено кошти за частково виконані роботи підготовчого періоду. 8 січня 2009 року було призупинено договір, протягом наступних років його не поновлювали. У 2014 році мова йшла за розірвання договору.
24 грудня 2015 року директор Укркінохроніка Наталія Шевчук повідомила що Павло Фаренюк відмовився від продовження проєкту та передав студії всі права на сценарії, фільм та його використання після виплат боргів та владнання всіх питань. Марія Стеф'юк також втратила інтерес до зйомок у фільмі через стан здоров'я.
У 2016 році зйомки фільму відновив режисер Данило Сирих вже під назвою «Viva Prima», на це Держкіно виділило 126 779,7 грн. Разом з попередньо виділеними 542 775,3 грн. бюджет картини склав 669 555 грн. Використовуючи оригінальні зйомки та сценарій Павла Фаренюка, була скорочена тривалость фільму з 50 хвилин до 30 хвилин, внесені зміни в оригінальний сценарій та саму концепцію було адаптовано більше до вже відзнятого матеріалу. Стрічку нарешті вдалося закінчити у 2016 році.

## Критика
Фільм отримав позитивний відгук від На Сюй, за біографічне та творче зображення образу Марії Стеф'юк, згадано використання жанрових ресурсів лірико-психологічного спрямованості образу вокального номеру крізь призму народної пісні, а також за стильову декларації цієї стрічки. Відзначена робота Павла Фаренюка, зокрема застосовані прийоми у «І знову я лечу до сонця» (що був частково показаний ще до завершення) та Данила Сириха у вже завершеній версії, «Viva Prima». Також згаданий оператор Богдан Підгірний, котрий працював над фільмом.